# Sclerisis pulchella
Sclerisis pulchella är en korallart som beskrevs av Studer 1879. Sclerisis pulchella ingår i släktet Sclerisis och familjen Isididae. Inga underarter finns listade i Catalogue of Life.